# Hackelia ursina
Hackelia ursina là loài thực vật có hoa trong họ Mồ hôi. Loài này được (A. Gray) I.M. Johnst. mô tả khoa học đầu tiên năm 1923.